# Quality Comics
Quality Comics è stata una casa editrice di fumetti statunitense in attività dal 1939 al 1956, fra le principali tra quelle che operarono durante la Golden Age dei fumetti. Molti dei fumetti furono pubblicati sotto l'etichetta Comic Magazines.

## Storia
La Quality Comics fu fondata da Everett M. "Busy" Arnold, uno stampatore che,  constatata la sempre crescente popolarità  dei fumetti negli anni trenta, entrò nel campo acquistando dalla Eastern Color Press la testata Feature Funnies. Inizialmente acquistando le caratteristiche di Eisner & Iger, un prominente "impacchettatore" che produceva fumetti su richiesta per pubblicatori che entravano nel giro, la Quality introdusse supereroi come Plastic Man e Kid Eternity, e personaggi non supereroi come l'eroe aviatore Blackhawk. La Quality ripubblicò anche ristampe del fumetto "The Spirit" di Will Eisner, prime sette pagine iniziali di un fumetto  settimanale di sedici pagine della grandezza di un tabloid e stampato su carta da giornale, conosciuto colloquialmente come "The Spirit Section", distribuito nel giornale della domenica.
Dalla metà degli anni cinquanta con la televisione e i libri tascabili che distoglievano il pubblico dai fumetti e dai supereroi in particolare, l'interesse nei personaggi della Quality declinò considerabilmente. Dopo l'intrusione in altri generi come guerra, comicità, romanticismo e horror, la compagnia cessò le operazioni con i fumetti nel dicembre 1956. Molte delle sue proprietà furono vendute alla National Periodical Publication (ora DC Comics), che scelse di tenere in vita solo una manciata di titoli, come Blackhawk e GI Combat.
Durante i decenni, la DC rivisitò gli altri personaggi Quality, inclusi Plastic Man così come un gruppo di altri personaggi che formarono il gruppo titolare di una propria serie, i Freedom Fighters (Combattenti per la Libertà). Oltre a Plastic Man, che fu membro della Justice League of America e che ebbe una sua serie, molti degli eroi della Quality sono ora solo personaggi di supporto nell'Universo DC.
Secondo i canoni della DC riportati in Official Crisis on Infinite Earths Cross-Over Index, i personaggi Quality, prima degli eventi di Crisi sulle Terre infinite, esistevano su due realtà separate nel multiverso DC: Terra-Quality e Terra-X. Mentre la Terra-Quality seguiva grosso modo la stessa storia delle altre Terre, la Terra-X era radicalmente differente da tutte le altre Terre, in cui la Seconda guerra mondiale continuò fino agli anni ottanta, permettendo ai Combattenti per la Libertà di battersi contro i nazisti. Crisi sulle Terre Infinite n. 11 stabilì una nuova continuità post-Crisi in cui la Quality e gli altri personaggi DC avevano sempre vissuto su di una singola Terra unificata.
Le nuove, successive versioni di Black Condor e di Raggio furono introdotte nel 1992. Entrambi furono reclutati nella Justice League. Il nuovo Raggio ebbe una sua serie dal 1994 al 1996 e occasionalmente comparve come membro di riserva della League.
Alcuni titoli della Quality Comics, inclusi Blackhawk e Plastic Man, furono ristampate dalla DC, mentre quelle meno conosciute furono ristampate dalla AC Comics.

## Personaggi

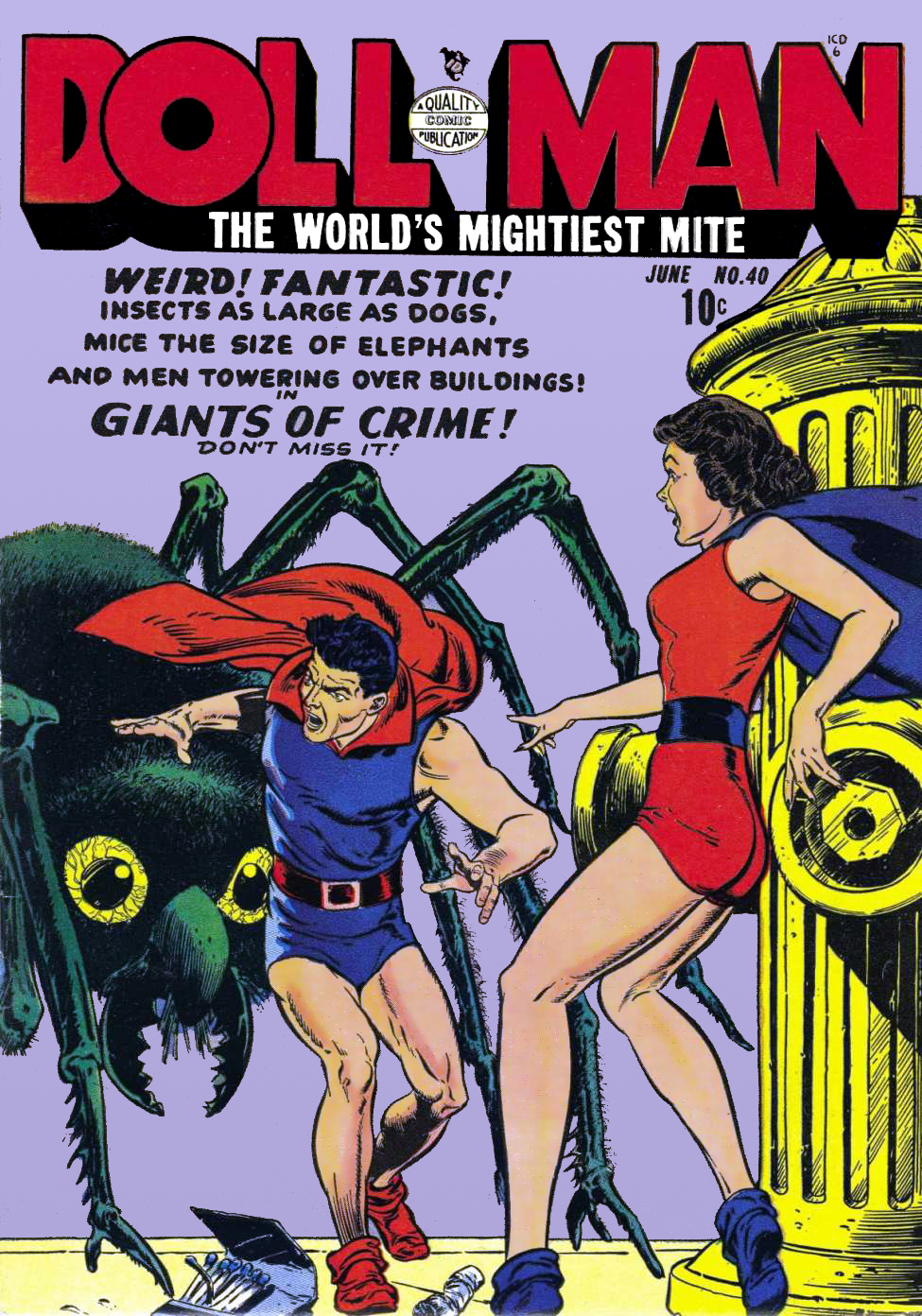
Doll Man

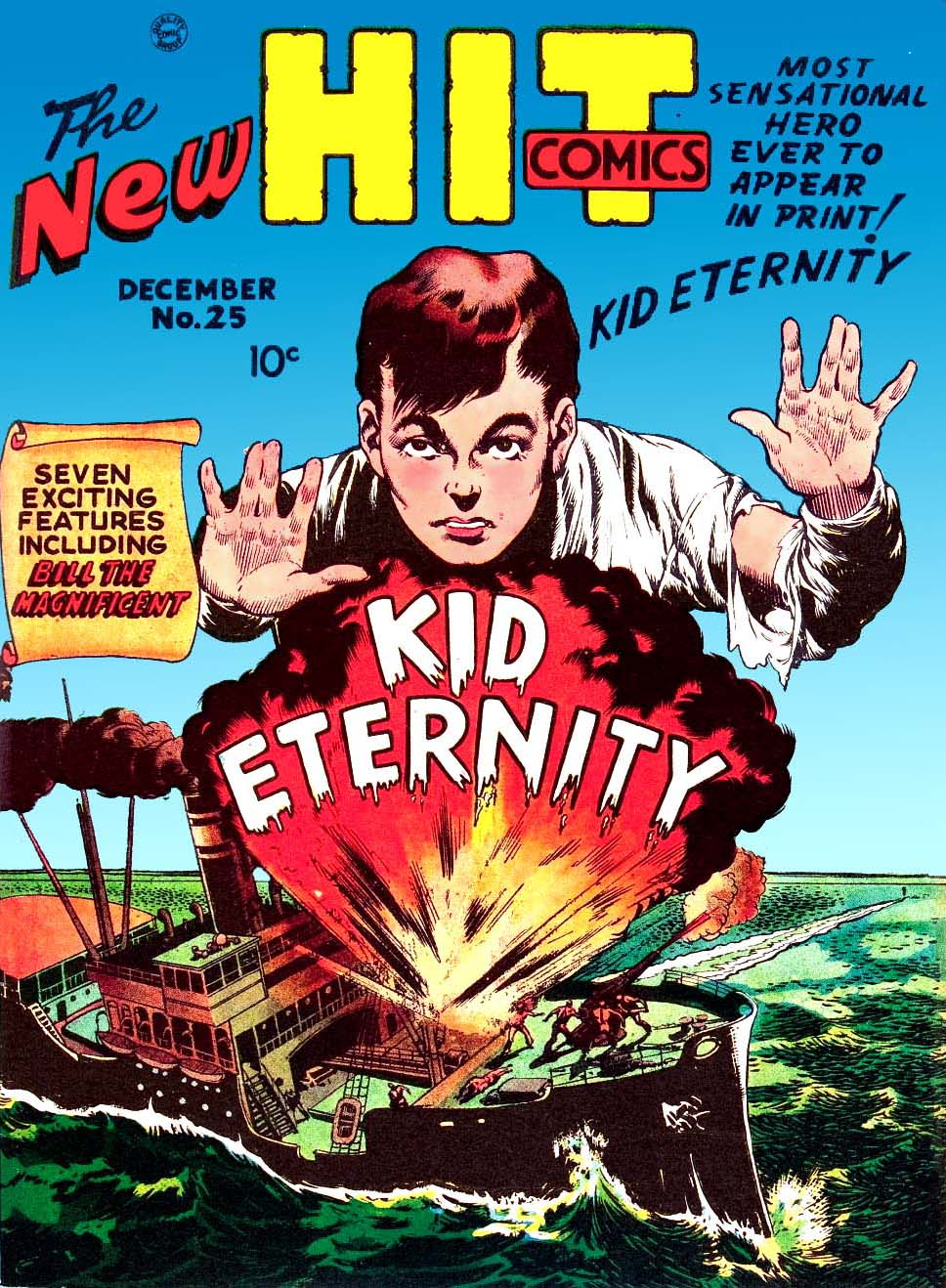
Kid Eternity

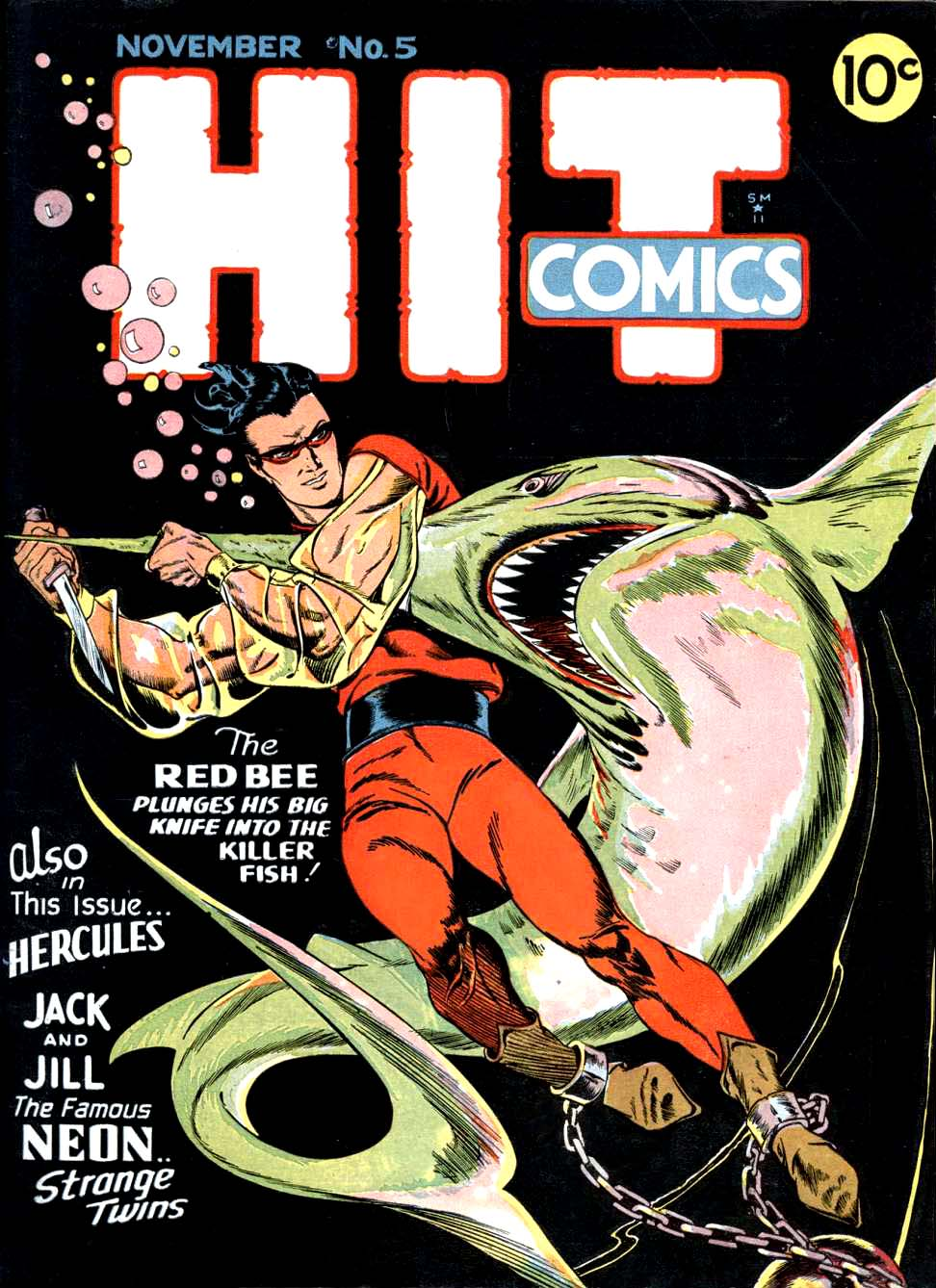
Red Bee

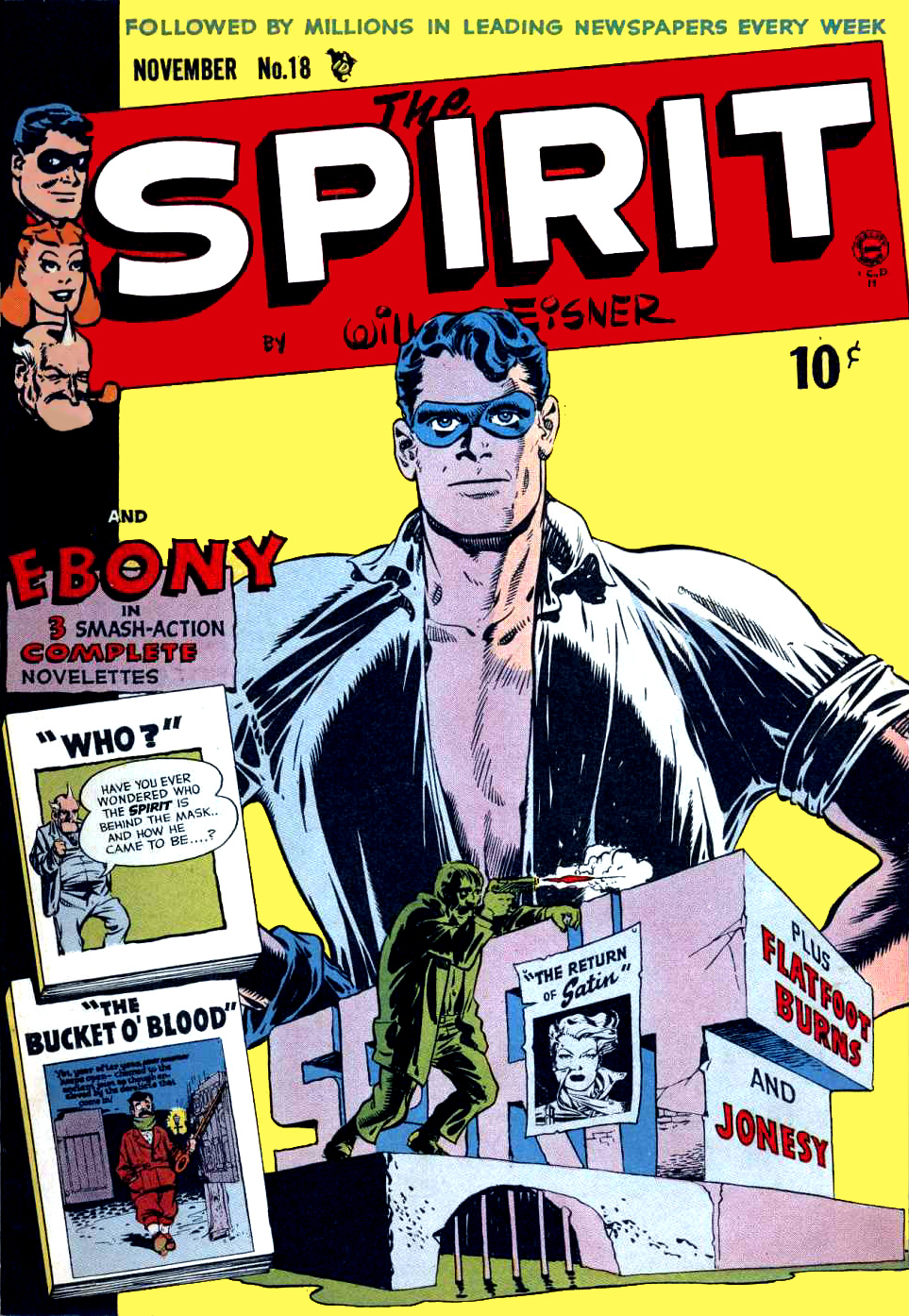
The Spirit

- N. 711
- Alias il Ragno
- Black Condor
- Blackhawk
- Blue Tracer
- Bozo, l'Uomo di Ferro
- Capitan Trionfo
- The Clock
- Destiny
- Doll Man
- Espionage
- Firebrand
- Bomba Umana
- Invisible Hood
- Jester
- Kid Eternity
- Lady Luck
- Madame Fatal
- Magno
- Manhunter
- Merlino il Mago
- Midnight
- Miss America
- Mouthpiece
- Phantom Lady
- Plastic Man
- Quicksilver
- Raven
- Raggio
- Red Bee
- Red Torpedo
- Spider Widow
- Stormy Foster
- Torchy
- Zio Sam
- Wildfire
- Wonder Boy

## Testate
- All Humor Comics, dal n. 1 al n. 17;
- The Barker dal n. 1 al n. 15 (1946-1949);
- Blackhawk dal n. 9 al n. 107 (1944-1956; ex Uncle Sam Quarterly dal n. 1 al n. 8; Blackhawk dal. 108 al n. 273, successivamente pubblicati dalla DC Comics, 1957-1983);
- Bride's Romance dal n. 1 al n. 23 (1953-1956);
- Broadway Romances dal n. 1 al n. 3 (1950);
- Buccaners dal n. 19 al n. 27 (1950-1951; ex Kid Eternity dal n. 1 al n. 18);
- Buster Bear dal n. 1 al n. 10 (1953-1955);
- Campus Loves dal n. 1 al n. 5 (1949-1950);
- Candy dal n. 1 al n. 64 (1947-1956);
- Crack Comics dal n. 1 al n. 62 (1940-1949; Crack Western n. 63 in poi);
- Crack Western dal n. 63 al n. 84 (1949-1953; ex Crack Comics dal n. 1 al n. 62; Jonesy n. 85 in poi);
- Diary Loves dal n. 2 al n. 31 (1949-1953; ex Love Diary n. 1; G.I. Sweethearts n. 32 in poi);
- Doll Man dal n. 1 al n. 47 (1941-1953);
- Exotic Romances dal n. 22 al n. 38 (1955-1956; ex True War Romances dal n. 1 al n. 21);
- Exploits of Daniel Boone dal n. 1 al n. 6 (1955-?);
- Feature Comics dal n. 21 al n. 144 (1939-1950; ex Feature Funnies dal n. 1 al n. 20, pubblicato da Harry "A" Chelser, 1937-1939);
- Flaming Love dal n. 1 al n. 6 (1949-1950);
- Forbidden Love dal n. 1 al n. 4 (1950);
- Gabby n. 11; riavvio numerazione numeri d'uscita, dal n.2 al n. 9 (1953-1954; ex Ken Shannon);
- G.I. Combat dal n. 1 al n. 43 (1952-1956; i numeri dal 44 al 281 furono successivamente pubblicati dalla DC Comics, 1957-1987);
- G.I. Sweethearts dal n. 32 al n. 45 (1953-1955; ex Diary Loves dal n. 2 al n. 31; dal n. 46 in poi divenne Girls in Love);
- Girls in Love dal n. 46 al n. 57 (1955-1956; ex G.I. Sweethearts dal n. 32 al n. 45);
- Heart Throbs dal n. 1 al n. 46 (1949; dal n. 47 al n. 146 successivamente pubblicati dalla DC Comics, 1957-1972; rititolata Love Stories, dal n. 147 al n. 152, 1972-1973);
- Hit Comics dal n. 1 al n. 65 (1940-1950);
- Hollywood Diary dal n. 1 al n. 5 (1949-1950);
- Hollywood Secrets dal n. 1 al n. 6 (1949-1950);
- Jonesy n. 85; riavvio numerazione numeri d'uscita, dal n. 2 al n. 8 (1953-1954; ex Crack Western dal n. 1 al n. 84);
- Ken Shannon dal n. 1 al n. 10 (1951-1953; Gabby dal n. 11 in poi);
- Kid Eternity dal n. 1 al n. 18 (1946-1949; Buccaneers dal n. 19 in poi);
- Lady Luck dal n. 86 al n. 90 (1949-1950; ex Smash Comics dal n. 1 al n. 85);
- Love Confessions dal n. 1 al n. 54 (1949-1956);
- Love Diary n. 1 (1949; Diary Loves dal n. 2 in poi);
- Love Letters dal n. 1 al n. 51 (1949-1956);
- Love Scandals dal n. 1 al n. 5 (1950);
- Love Secrets dal n. 32 al n. 56 (1953-1956);
- Marmaduke Mouse dal n. 1 al n. 65 (1946-1956);
- Military Comics dal n. 1 al n. 43 (1941-1945; Modern Comics dal n. 44 in poi);
- Modern Comics dal n. 44 al n. 102 (1945-1950; precedentemente Military Comics dal n. 1 al n. 43);
- National Comics dal n. 1 al n. 75 (1940-1949);
- Plastic Man dal n. 1 al n. 64 (1943-1956);
- Police Comics dal n. 1 al n. 127 (1941-1953);
- Range Romances dal n. 1 al n. 5 (1949-1950);
- Robin Hood Tales dal n. 1 al n. 6 (1956; dal n. 7  al n. 14 successivamente pubblicato dalla DC Comics, 1957-1958);
- Secret Loves dal n. 1 al n. 6 (1949-1950);
- Smash Comics dal n. 1 al n. 85 (1939-1949; Lady Luck dal n. 86 in poi);
- The Spirit dal n. 1 al n. 22 (1944-1950);
- T-Man dal n. 1 al n. 38 (1951-1956);
- Torchy dal n. 1 al n. 6 (1949-1950);
- True War Romances dal n. 1 al n. 21 (1952-1955; Exotic Romances dal n. 22 in poi);
- Uncle Sam Quarterly dal n. 1 al n. 8 (1941-1943; Blackhawk dal n. 9 in poi);
- Untamed Love dal n. 1 al n. 5 (1950);
- Web of Evil dal n. 1 al n. 21 (1952-1954);
- Wedding Bells dal n. 1 al n. 19 (1954-1956);
- Yanks in Battle dal n. 1 al n. 4 (1956);